# Musée-hôtel Le Vergeur
Le musée-hôtel le Vergeur est un musée situé à Reims (Marne, Grand Est, France). L'hôtel particulier dans lequel il est installé est classé le 1er mars 1990 au titre des monuments historiques.

## Le bâtiment
Il est situé entre la maison des comtes de Champagne et le Cryptoportique. Sur la place du forum à l'angle de la rue du Marc.

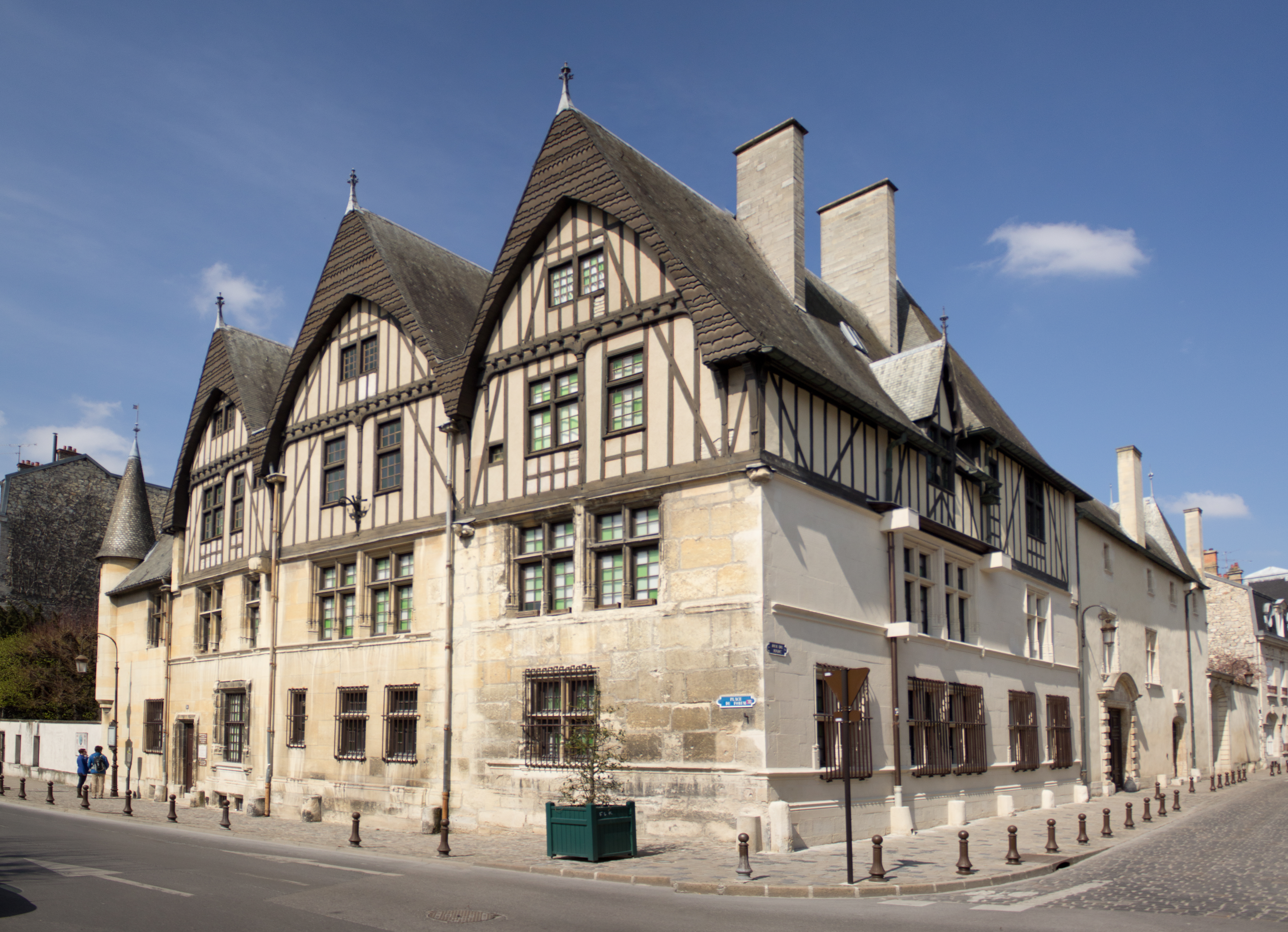
Le musée, ses façades sur la place du Forum et la rue du Marc ;
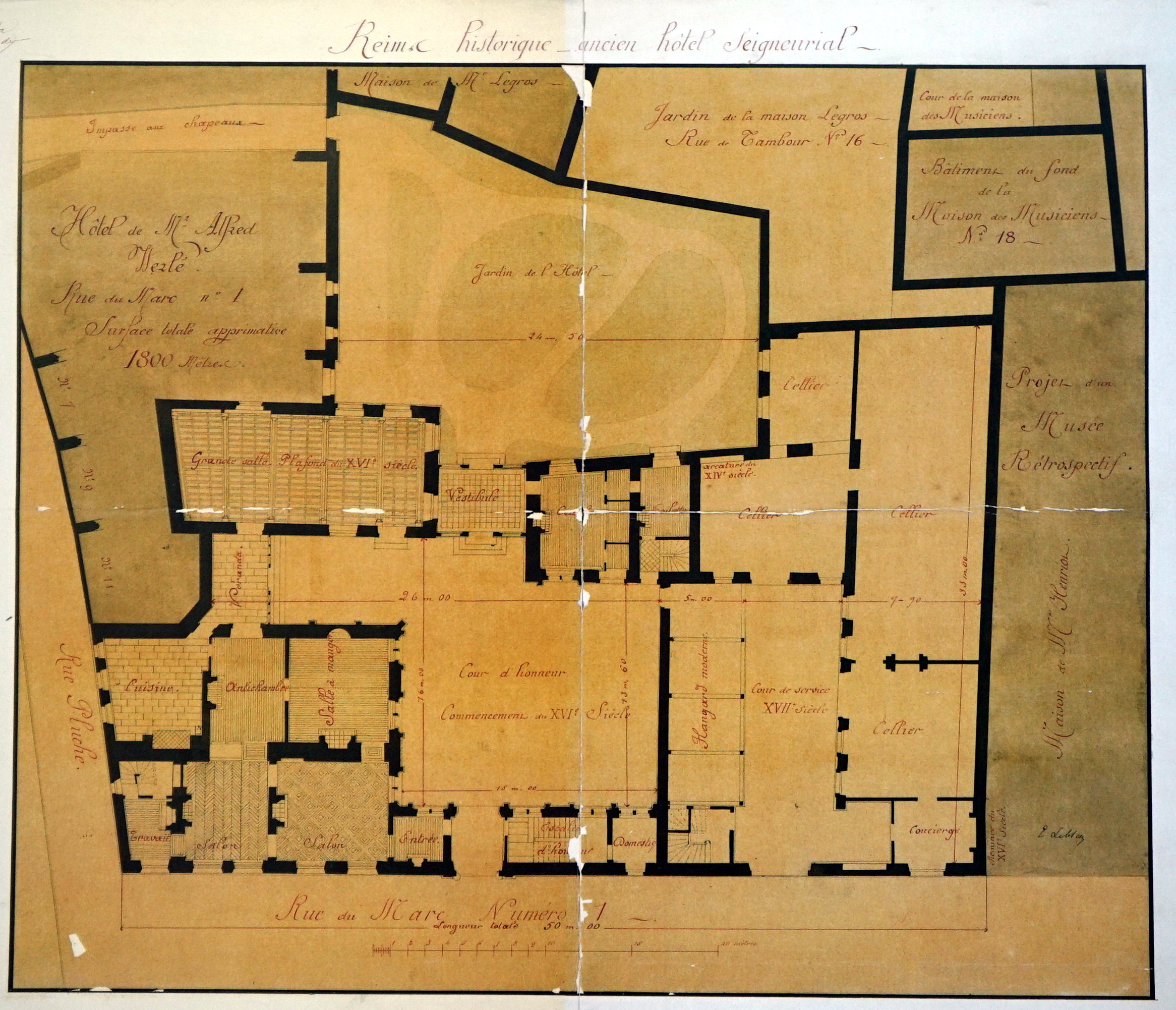
sur plan vers 1880,
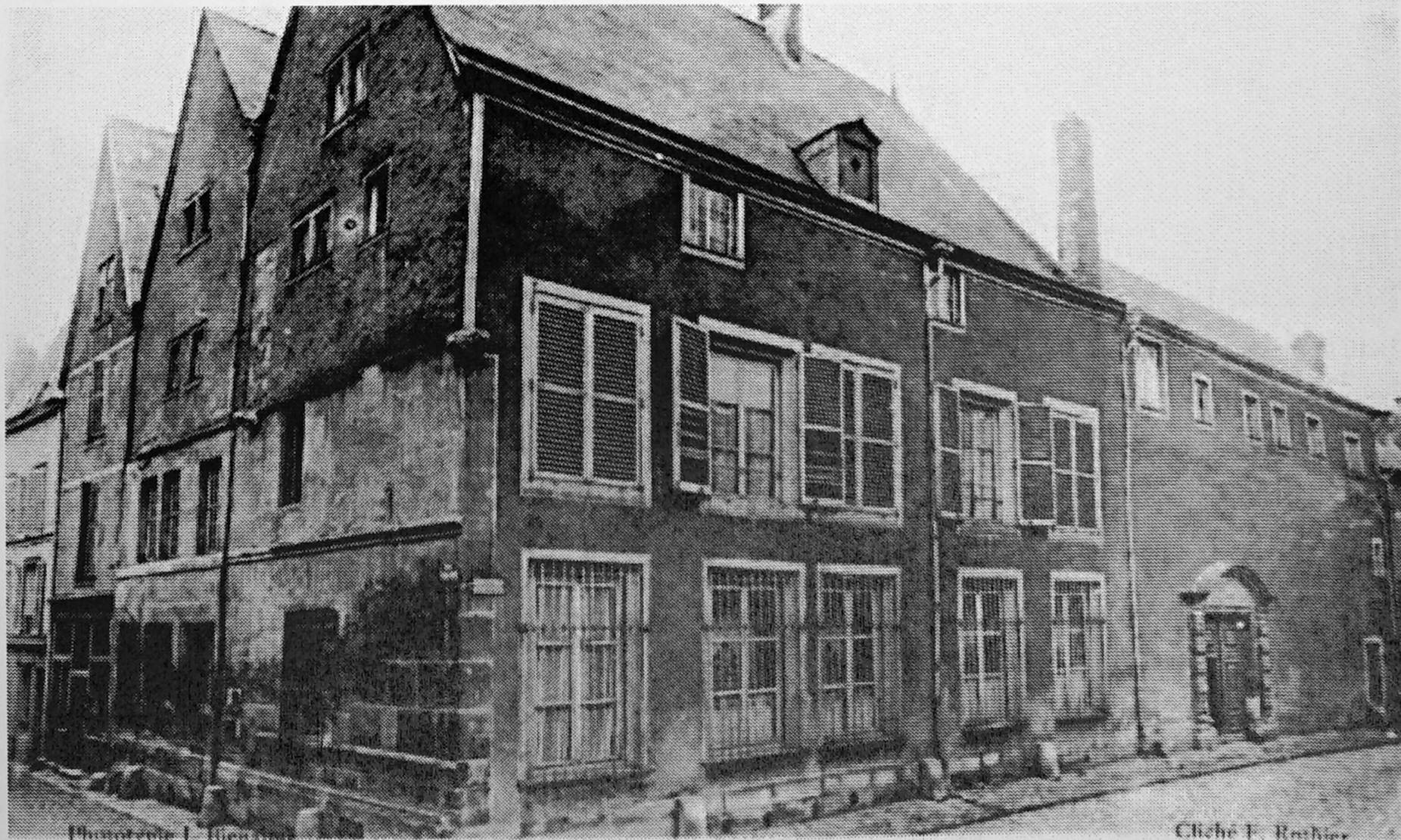
avant la Grande guerre
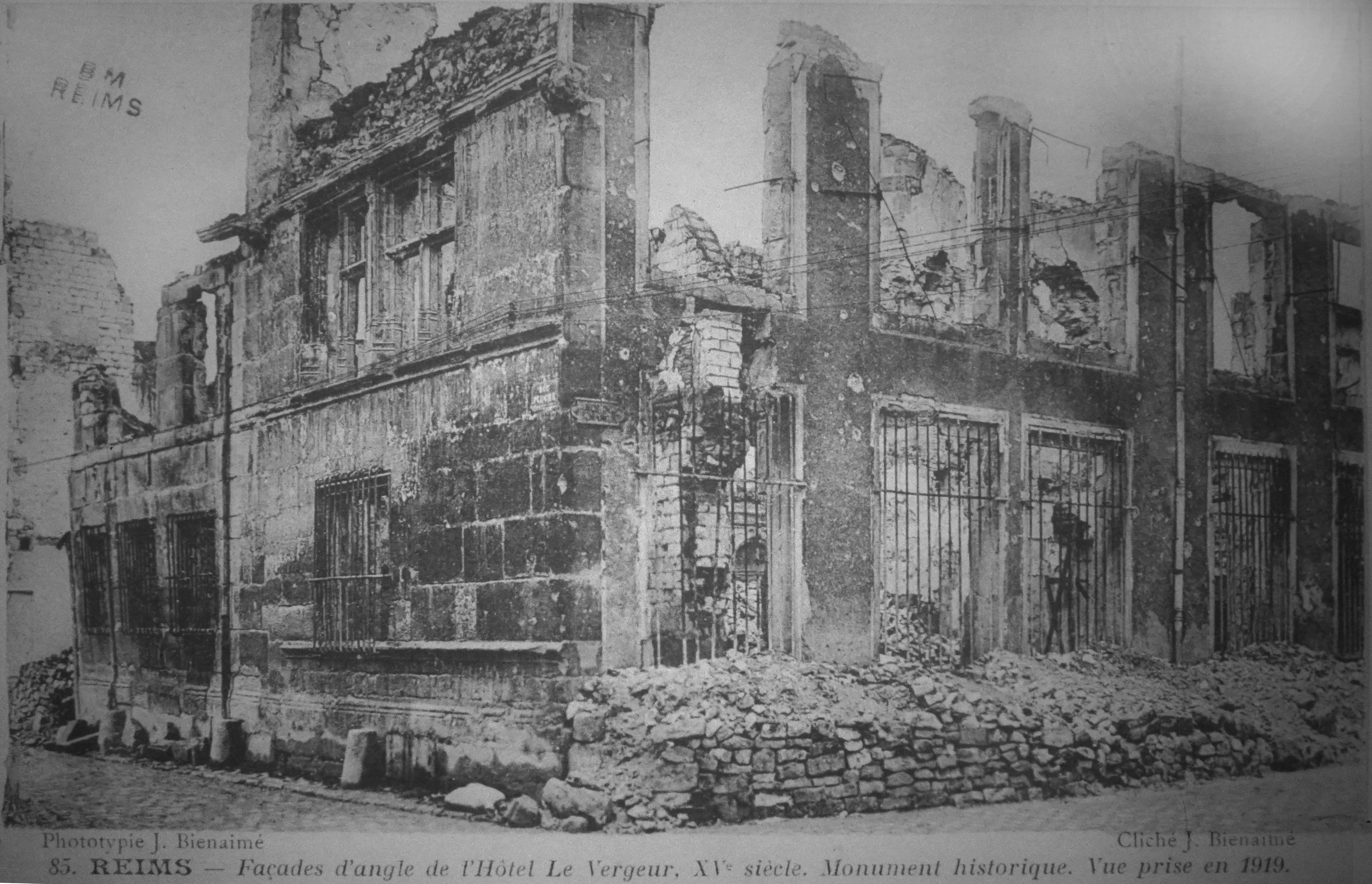
après la guerre.

Portant le nom de Nicolas Le Vergeur, bourgeois du XVIe siècle enrichi grâce à la gabelle du grenier à sel de Cormicy, le musée-hôtel Le Vergeur est composé de deux corps de bâtiment. L'un datant du XIIIe siècle dont le plus ancien propriétaire était Eudes de Bourgogne et du XVIe siècle fortement remaniés après la Première Guerre mondiale.

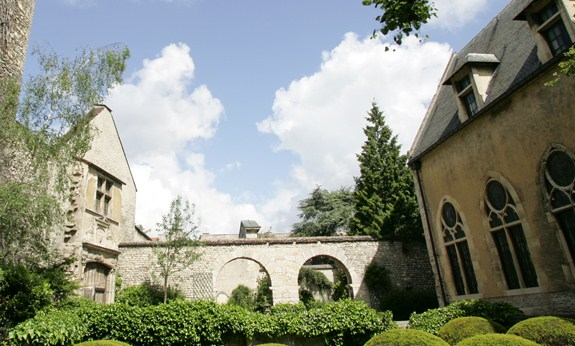
Façade XIIIe et les arches XIIe du Temple de Reims,
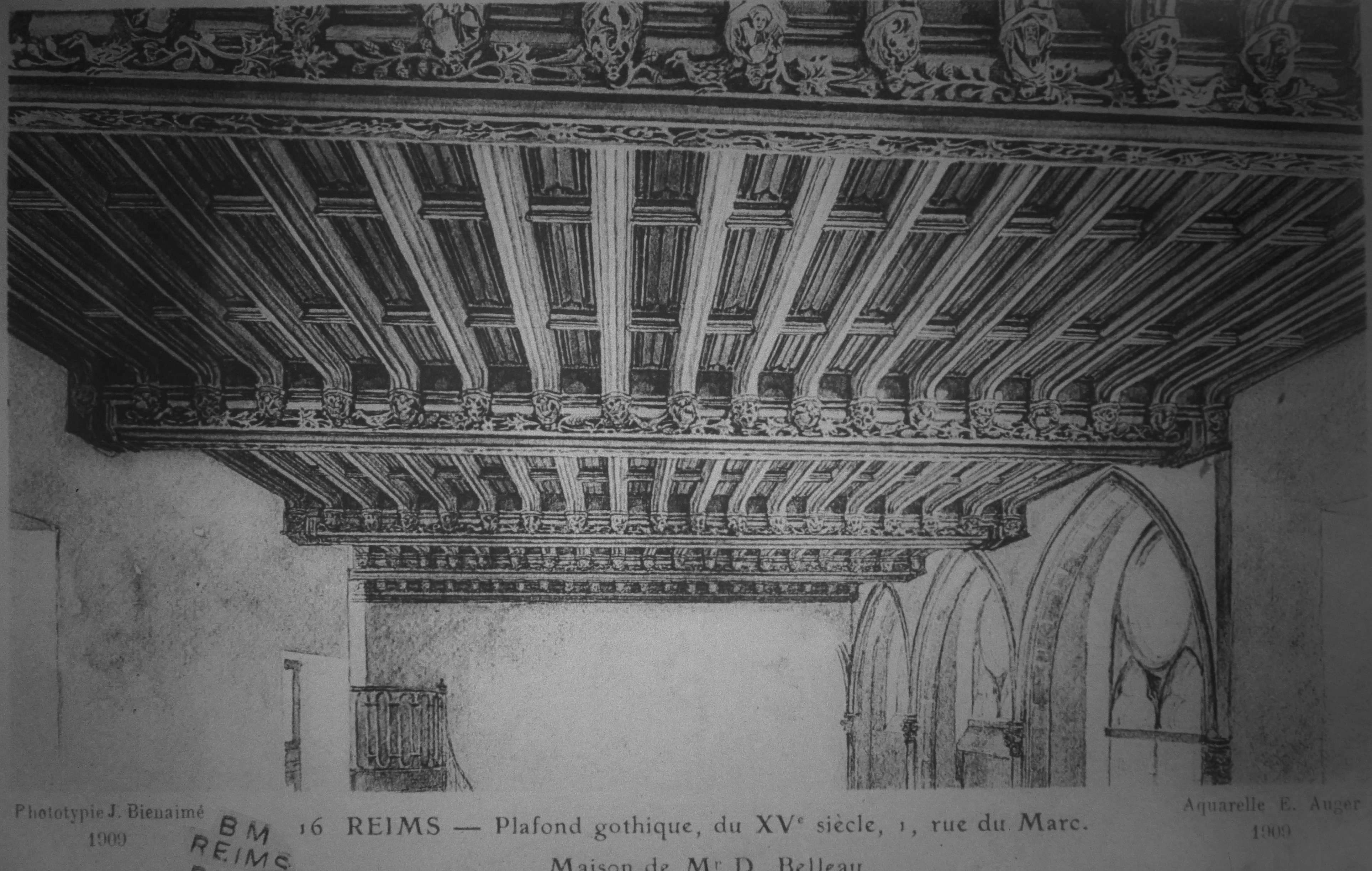
Plafond à la française et
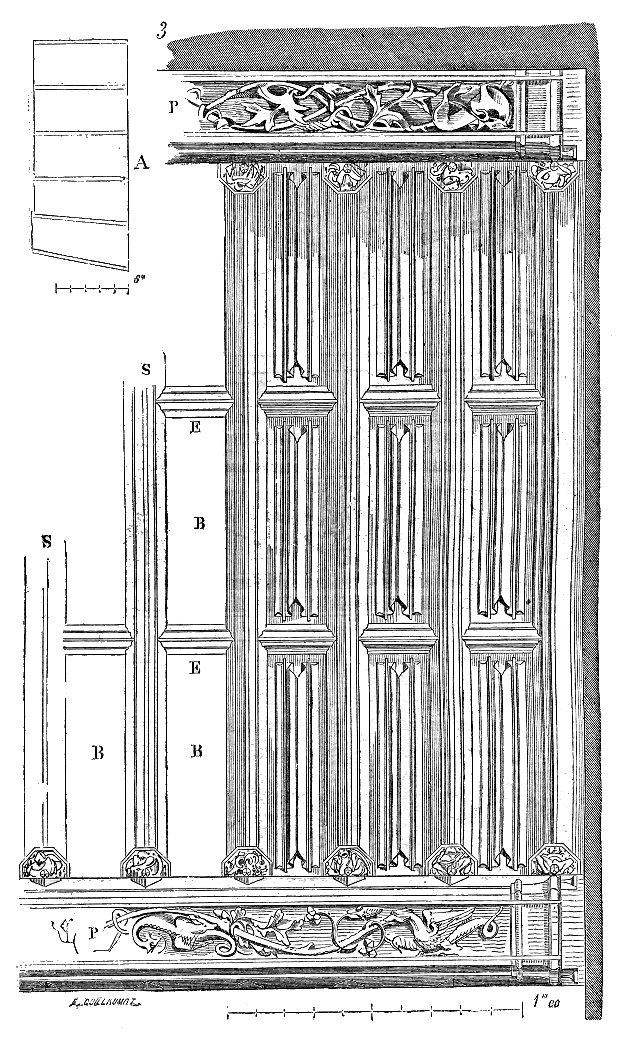
relevé par Viollet-le-Duc.

Du bâtiment XIIIe siècle il reste surtout la salle avec des fenêtres gothiques qui avait autrefois un Plafond à la française renommé en partie par ce qu'en a dit Viollet-le-Duc.
Sur le corps de bâtiment du XVIe siècle, qui se trouve le long de la rue du Marc, Nicolas le Vergueur, baron de Challerange, vicomte de Cramail et comte de St-Souplet modifiait profondément l'hôtel dans un style renaissance. Du côté cour se trouvent deux séries de dessin. L'une sous forme de huit médaillons représente des visages, essais de portrait ? Au-dessus six panneaux représentant la société de l'époque : la découverte des indes américaines avec des personnages portant des plumes, l'autre avec des cavaliers à l'orientale (sabre courbe, turban), le troisième avec les armes du nobles Le Vergeur, un chardon et l'anagramme de (GLACE.SUR.OV.RIEN) Glace le sur ou rien. Le quatrième avec des lansquenets en pleine dispute, le cinquième, deux cavaliers en tournoi et le sixième deux lansquenets semblant réconciliées. Dans la cave, sur un pilier se trouvait Cy git vénérable religieux maistre Pierre Derclé Docteur en Théologie Jadis Prieur de céans 1486 .

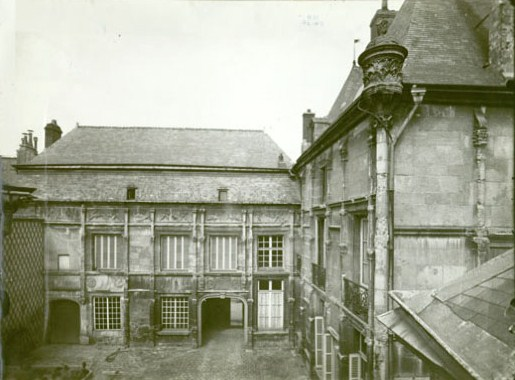
cour renaissance, avant 1914,
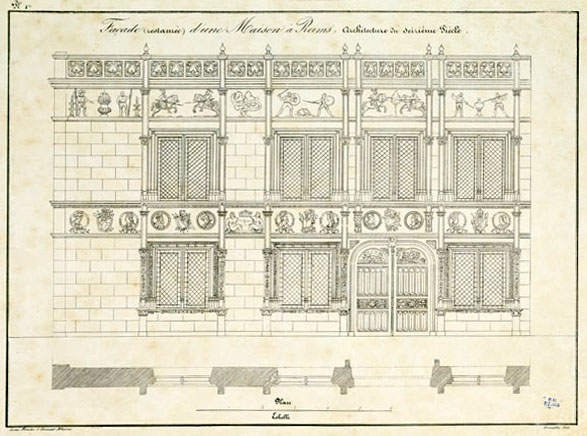
en relevé avec les gravures
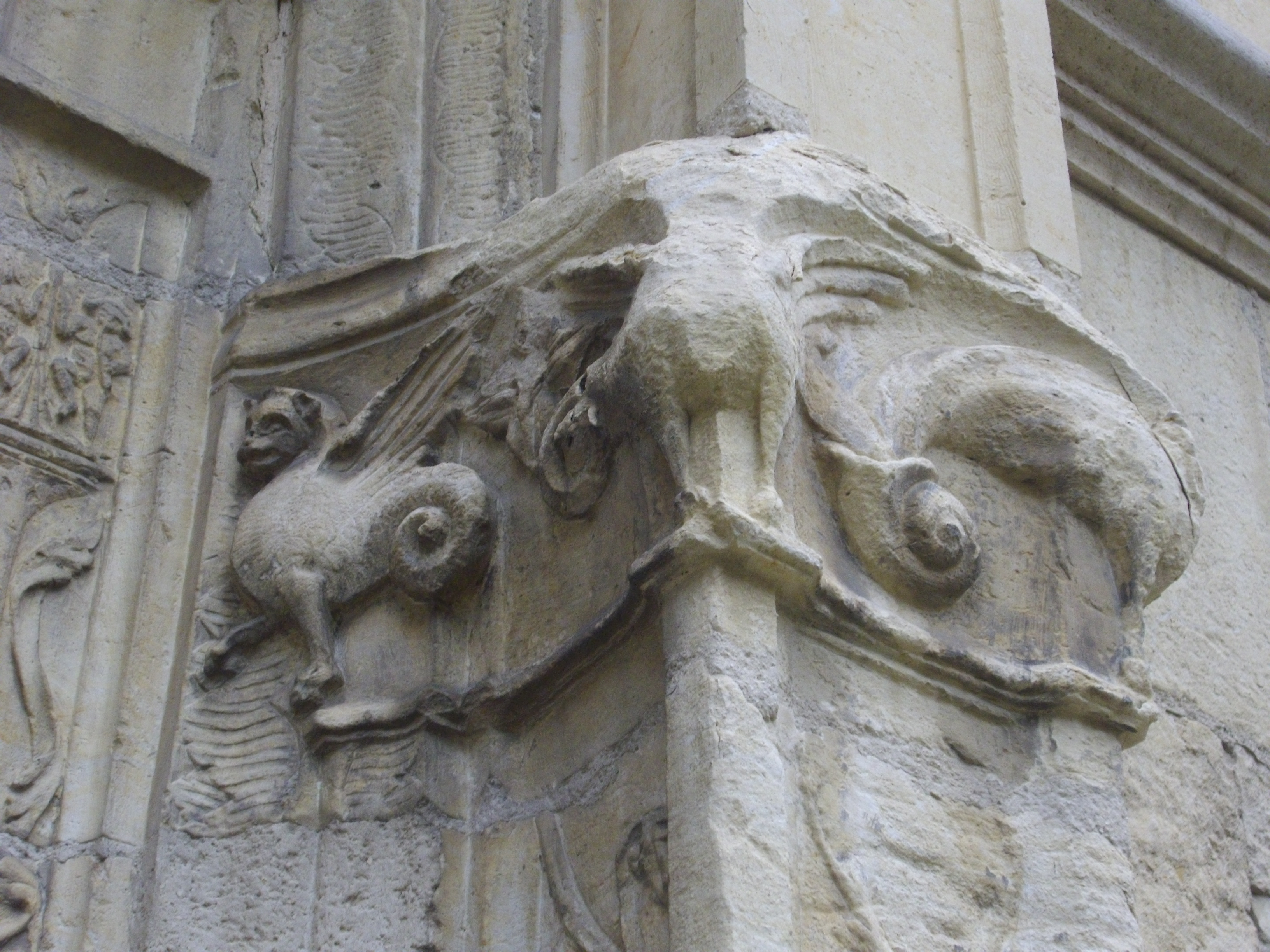
et détails ;
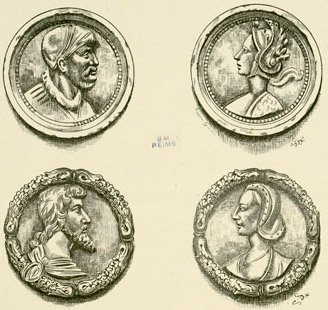
médaillons
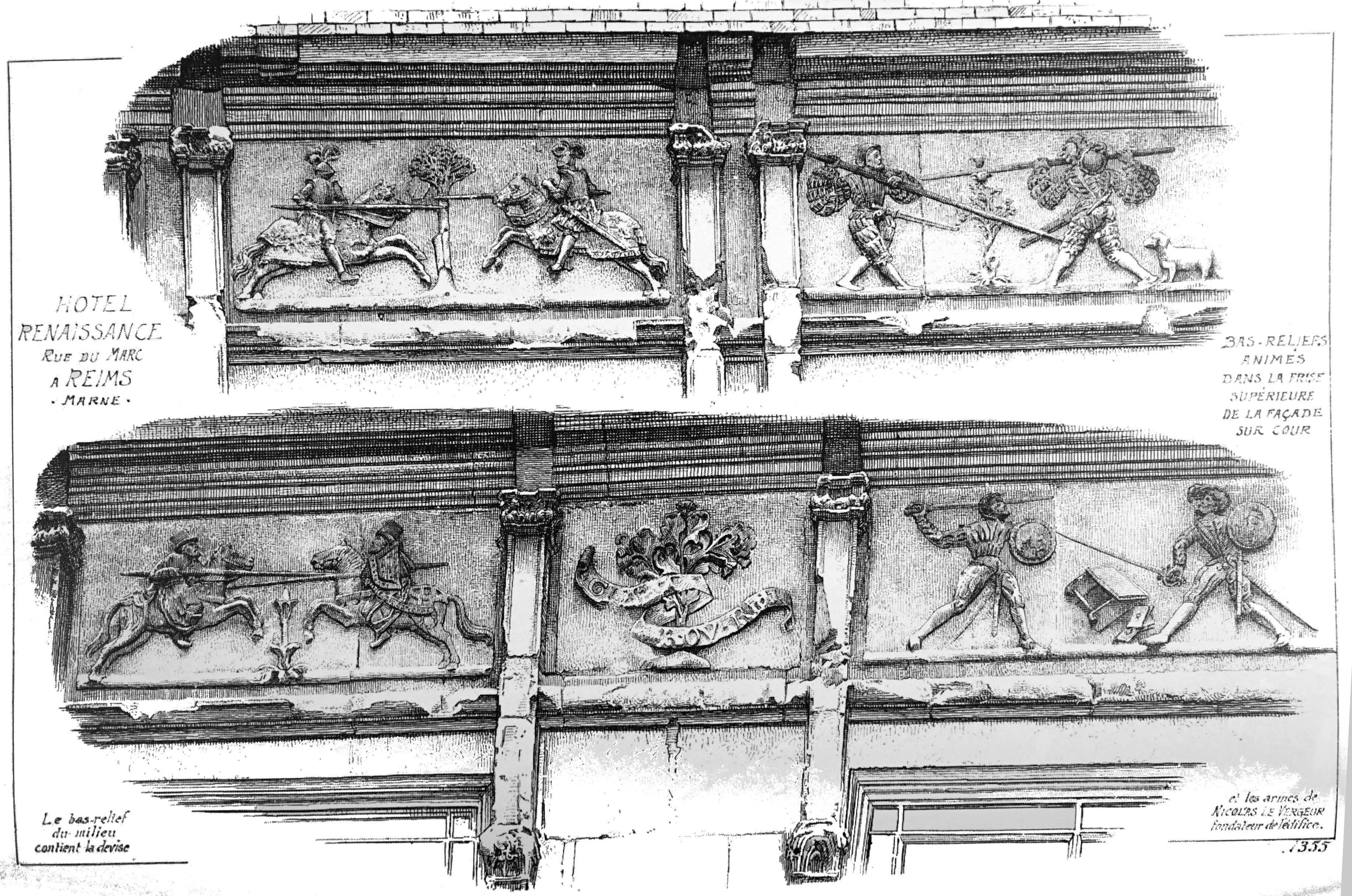
bas relief
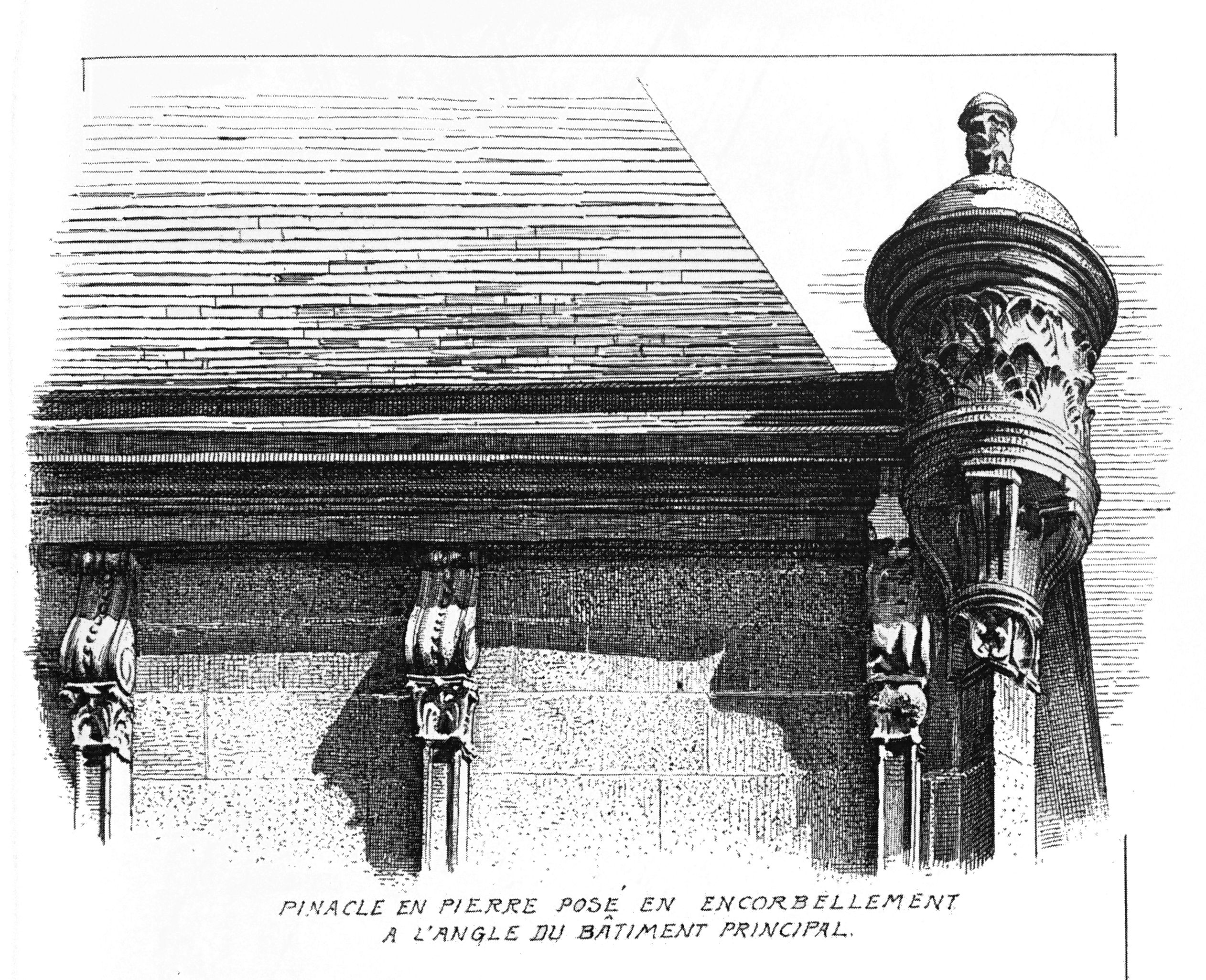
et pignon.

En 1662, l'hôtel passe à Nicolas Coquebert qui fait apposer son monogramme sur une fenêtre du premier étage un N et deux C entrelacés. La famille Beguin de Savigny fit construire l'actuel porche sur la rue du Marc et les arrangements de fenêtres .
Il appartint au XIXe siècle à la famille Clicquot-Ponsardin, qui possédant la marque de Champagne Couvert donna le nom la maison couvert à l'hôtel puis à la famille Belleau.
Des Américains projetaient d'acheter la salle XIIIe et le plafond Renaissance ; une sursaut d'orgueil des Rémois de la SAVR et de son président Hugues Krafft pousse à acheter tout le bâtiment. Lors de la Première Guerre mondiale, il fut comme les quatre-vingts pour cent de la ville détruit et un incendie n'en laissant que les murs, M. Krafft le fit relever et restaurer au plus près de l'ancien par l'architecte Adolphe Prost (auteur dans le même style de la Pharmacie Dieu-Lumière). Il en fit sa demeure et y présentait ses collections. Après son décès en 1935 il léguait le tout à l'association qui en fit le musée actuel. Avec le classement M.H, la Société des amis du vieux Reims voulait lui rendre son cachet et acheta l'immeuble de l'autre côté de la rue du Marc, aujourd'hui un square.

## La cour et le jardin
Ils sont aménagés avec la présentation d'un ensemble de restes architecturaux provenant de la ville : les arcades romanes du XIIe siècle provenant de l'ancienne église des Templiers, le portail du cloître de Saint-Pierre le Vieil du XVIe siècle, le portail du XVIIe siècle de l'hôpital de Saint-Marcoul entre autres dans un 
jardin intimiste.

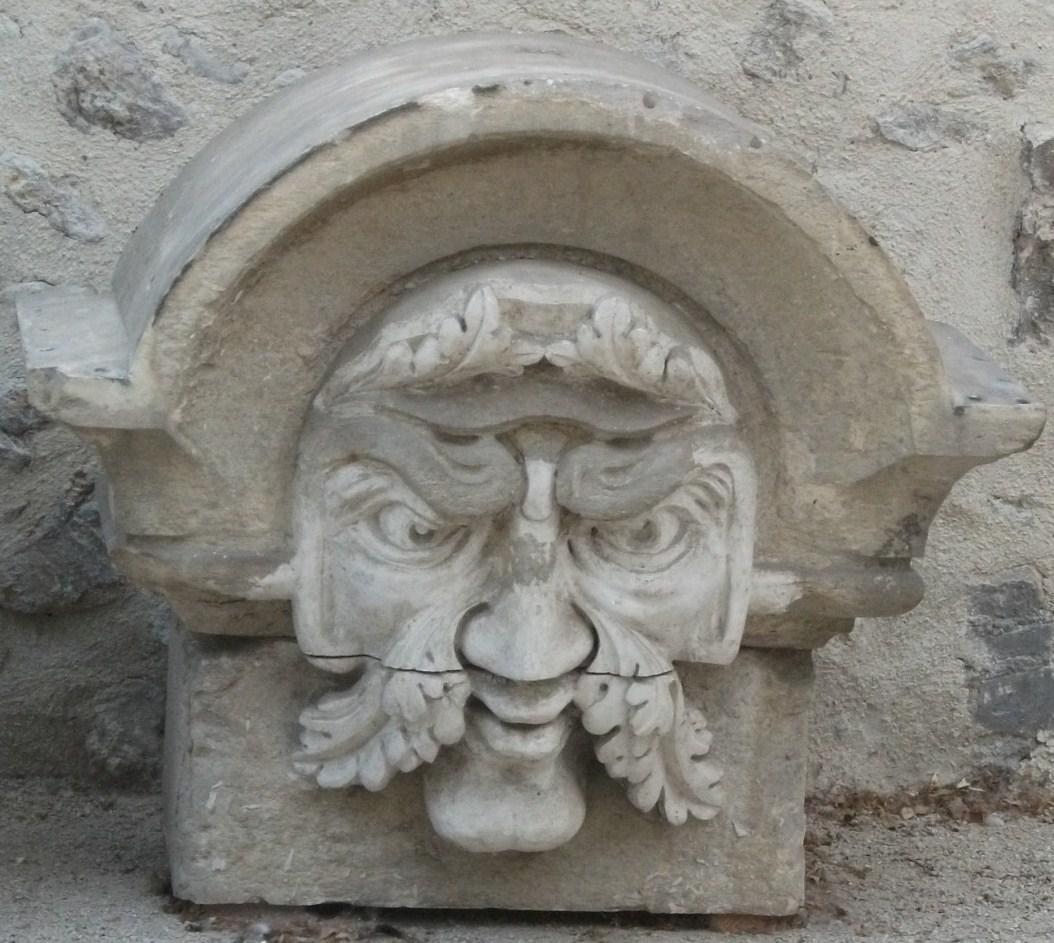
Tête de faune collectée à Reims et entreposée dans la cour du musée.
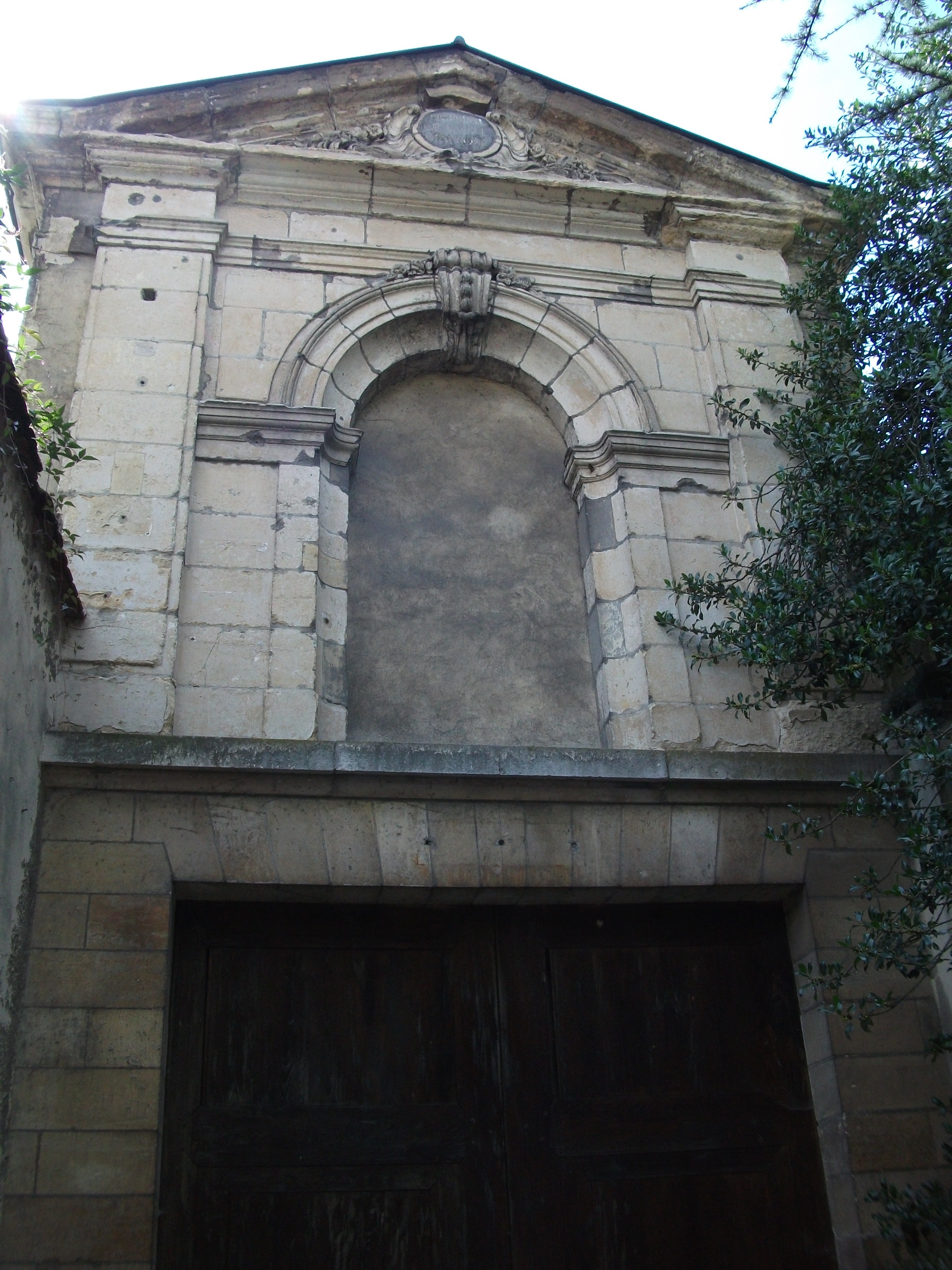
Le porche de l'hôpital Saint-Marcoul.
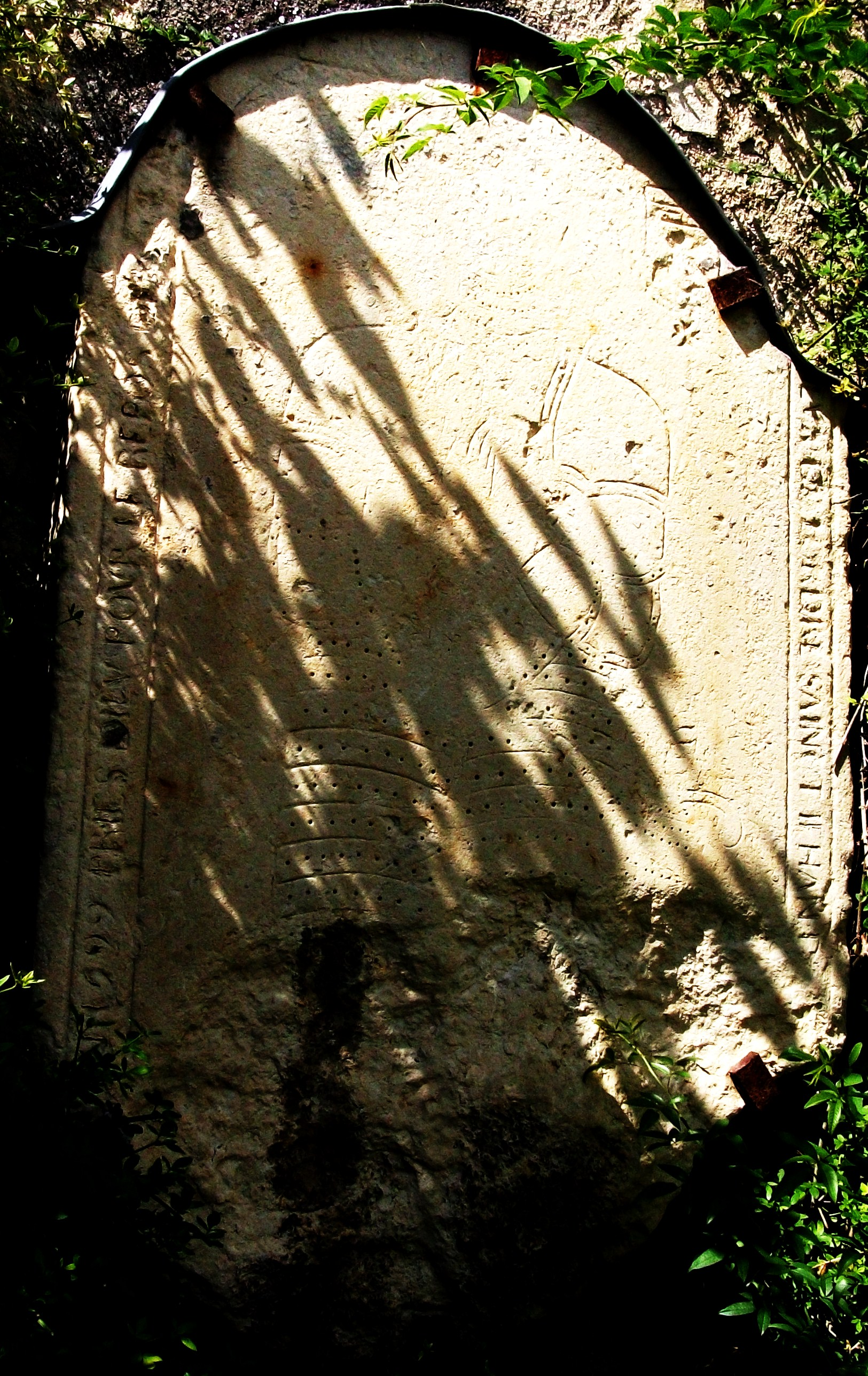
Gisant d'un chevalier du Temple.

## Le musée
Le musée le Vergeur, créé en 1932, abrite les collections que Hugues Kraff avait accumulées durant sa vie et lors de ses nombreux voyages et qui restent propriété de la Société des Amis du Vieux Reims.
Depuis le 1er janvier 2019, le musée des Beaux-Arts a repris la gestion scientifique du musée Le Vergeur.

### Les collections
Y sont notamment exposées des œuvres datant de l'Antiquité au XXe siècle dont cinquante gravures d'Albrecht Dürer, un mobilier Renaissance et néogothique, ainsi que des œuvres d'Asie et d'Orient du XIXe siècle, collectées lors des nombreux voyages d'Hugues Krafft, propriétaire de l'hôtel de 1909 à 1935. 
Le musée présente également des salles en situation du XIXe siècle : chambres à coucher, cuisine, salle de bain, fumoir... Il possède également un jardin et une promenade architecturale, une poupée Bleuette...
La famille Pommery
Don de la famille Pommery dans les années 1980 composés de deux bustes représentant Alexandrine Pommery et Louis Pommery ainsi que de deux portraits de madame Louis Pommery et de Louis-Alexandre Pommery.
Aquarelles d'Eugène Auger
Peinture appelée Rue de l'Écrevisse

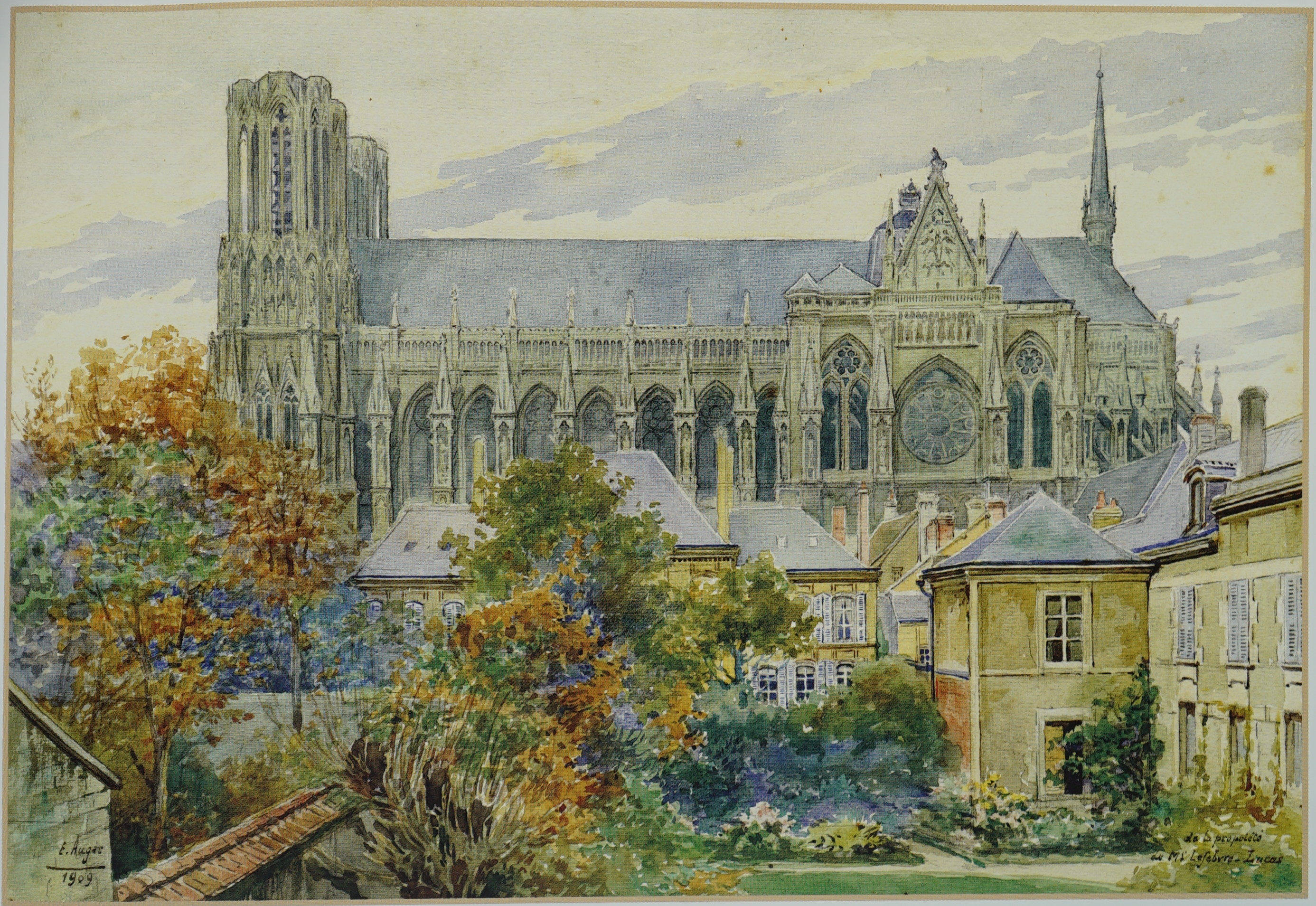
La cour du chapitre par Auger,
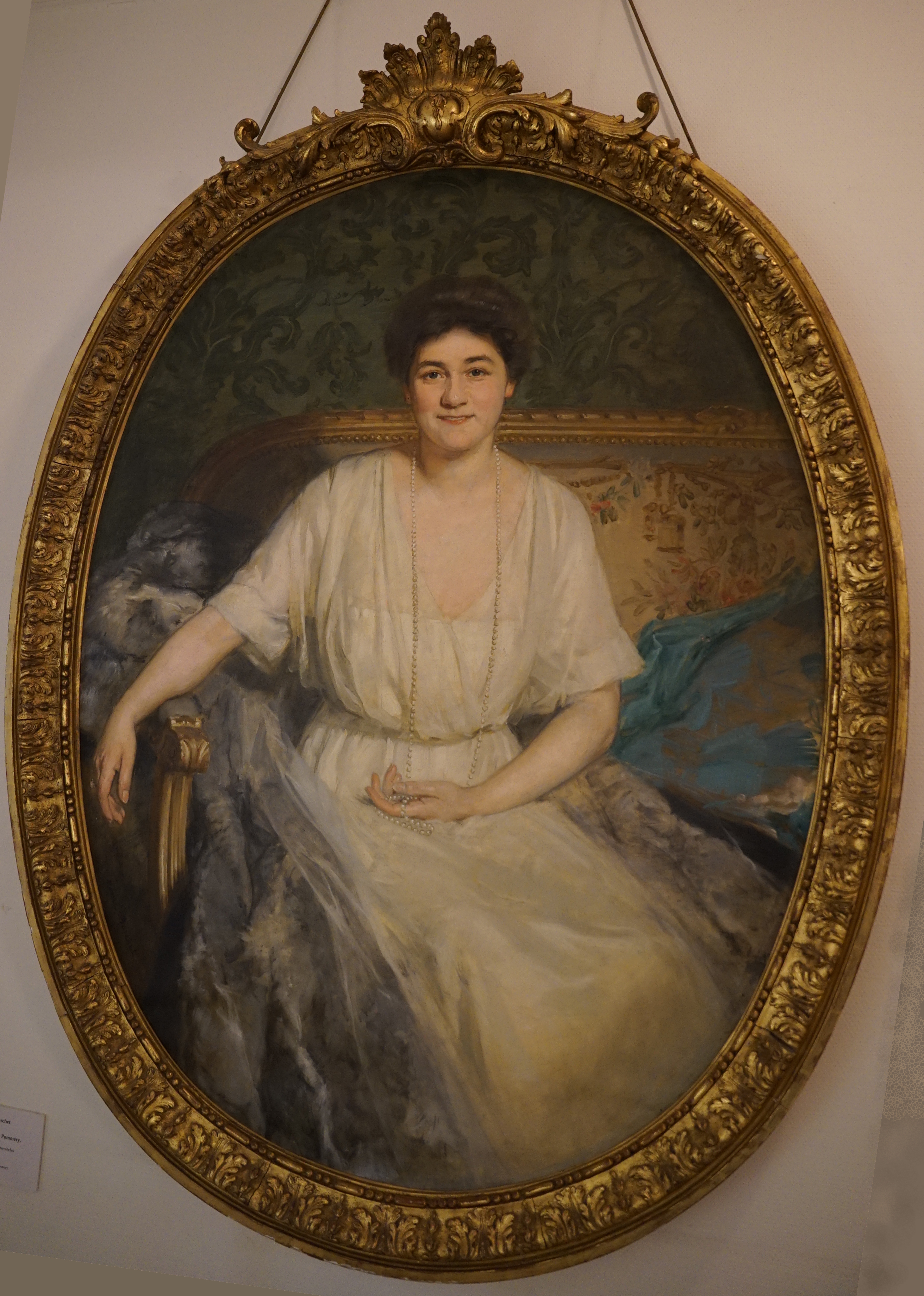
Louise Pommery par Baschet,
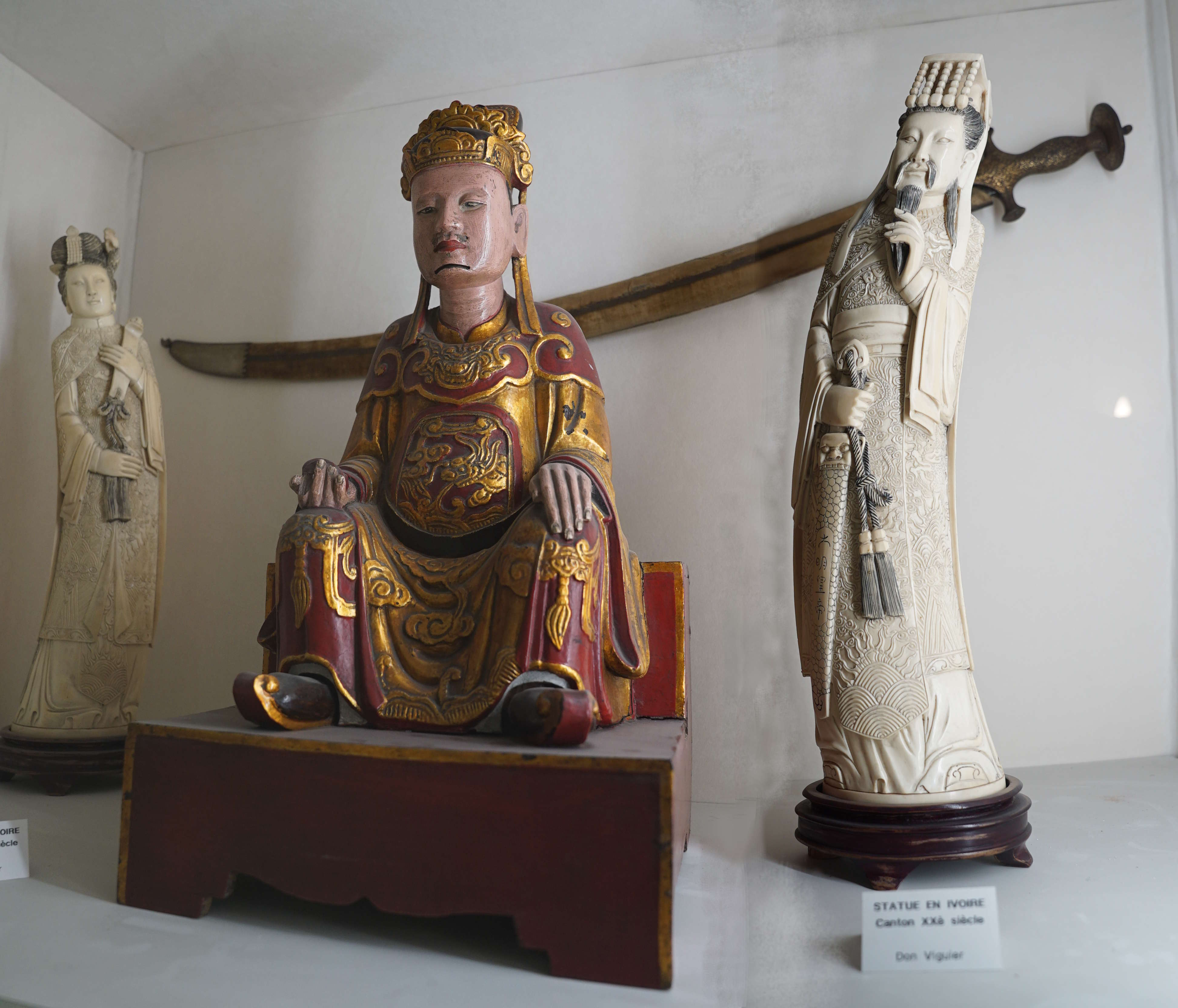
statues en ivoire,
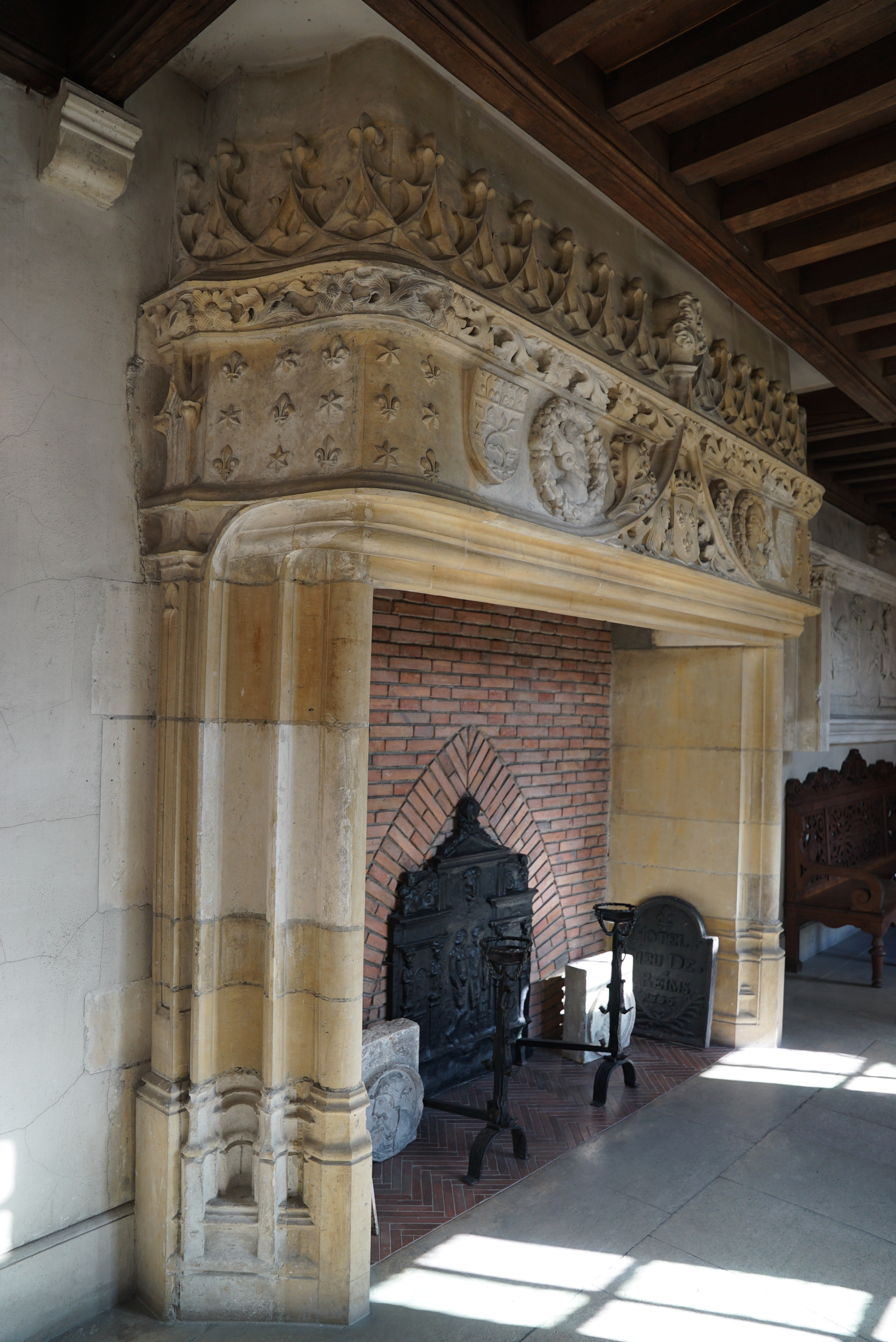
cheminée renaissance,
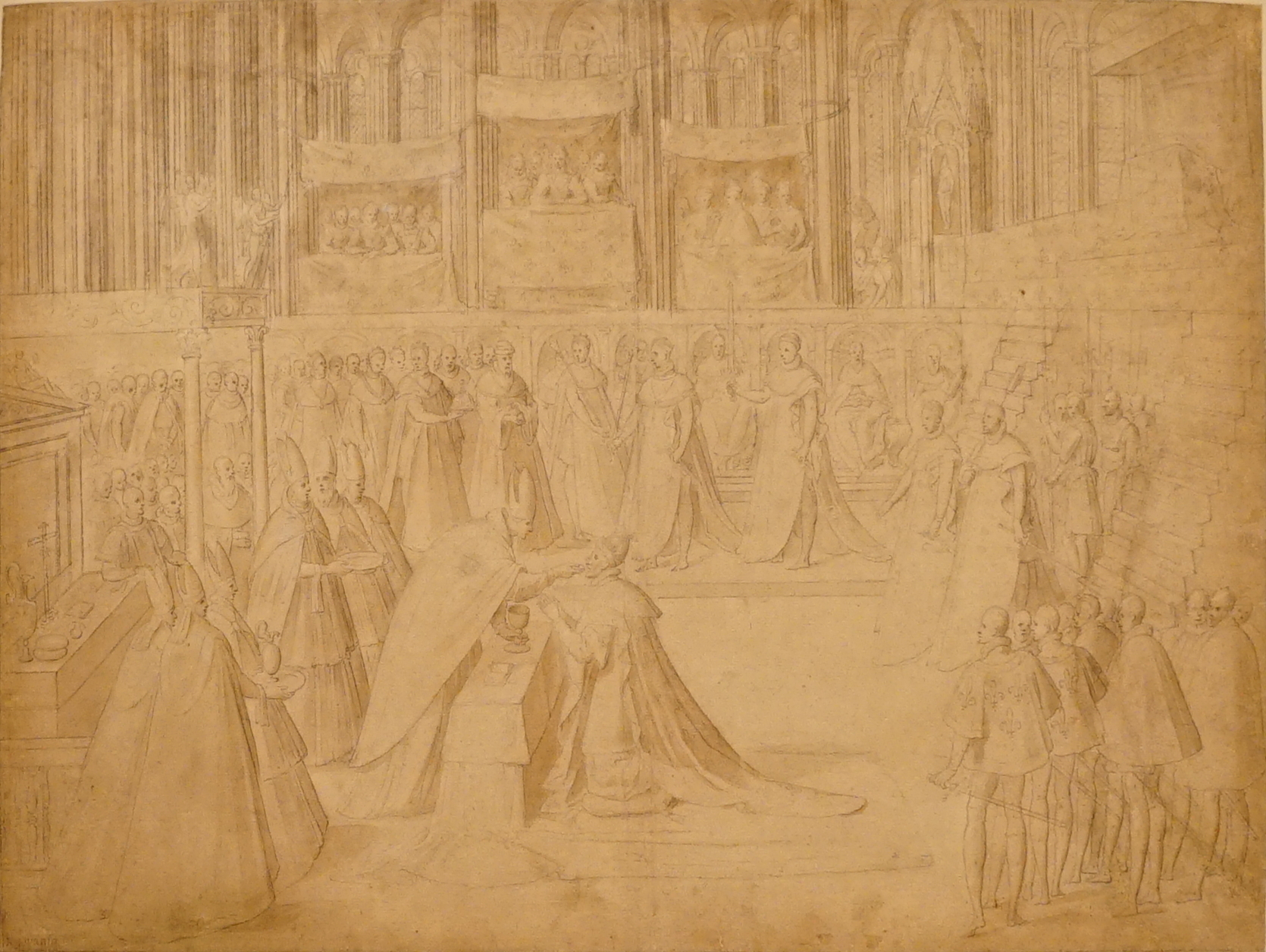
sacre de Henri III par Antoine Caron.

### Expositions temporaire et événements culturels

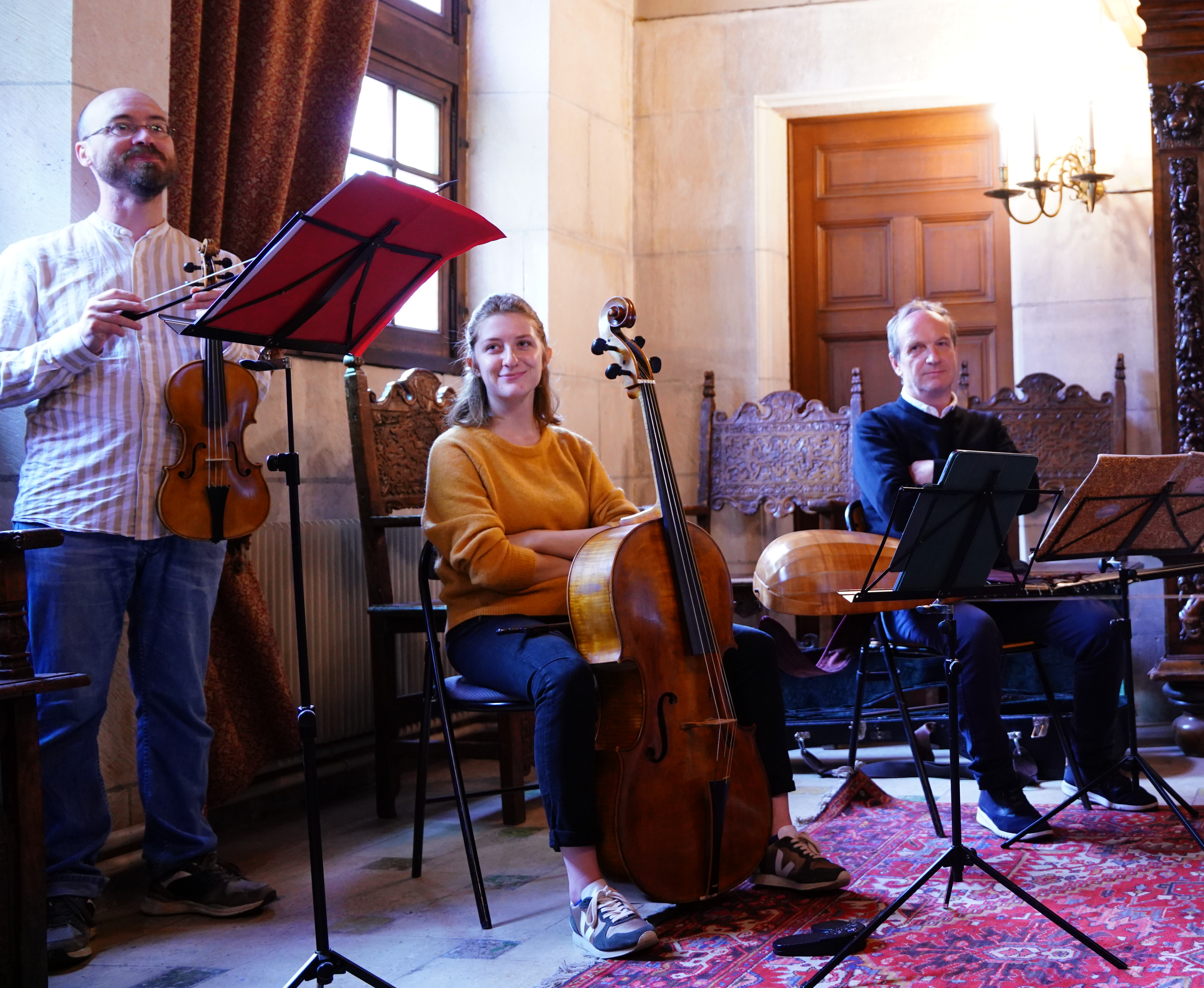
Concert par Akadêmia.
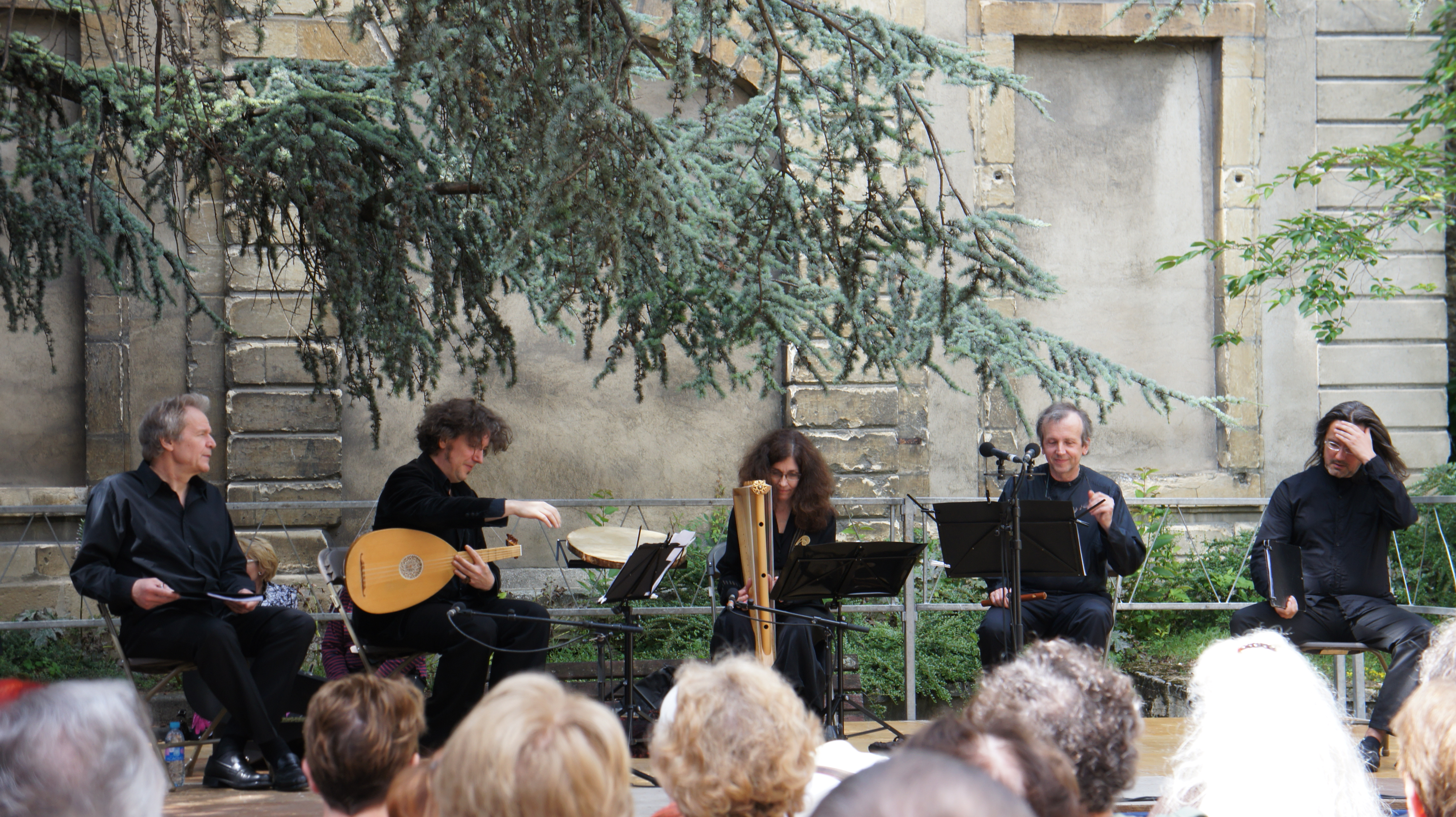
Par Alla francesca lors de Flâneries musicales de Reims.
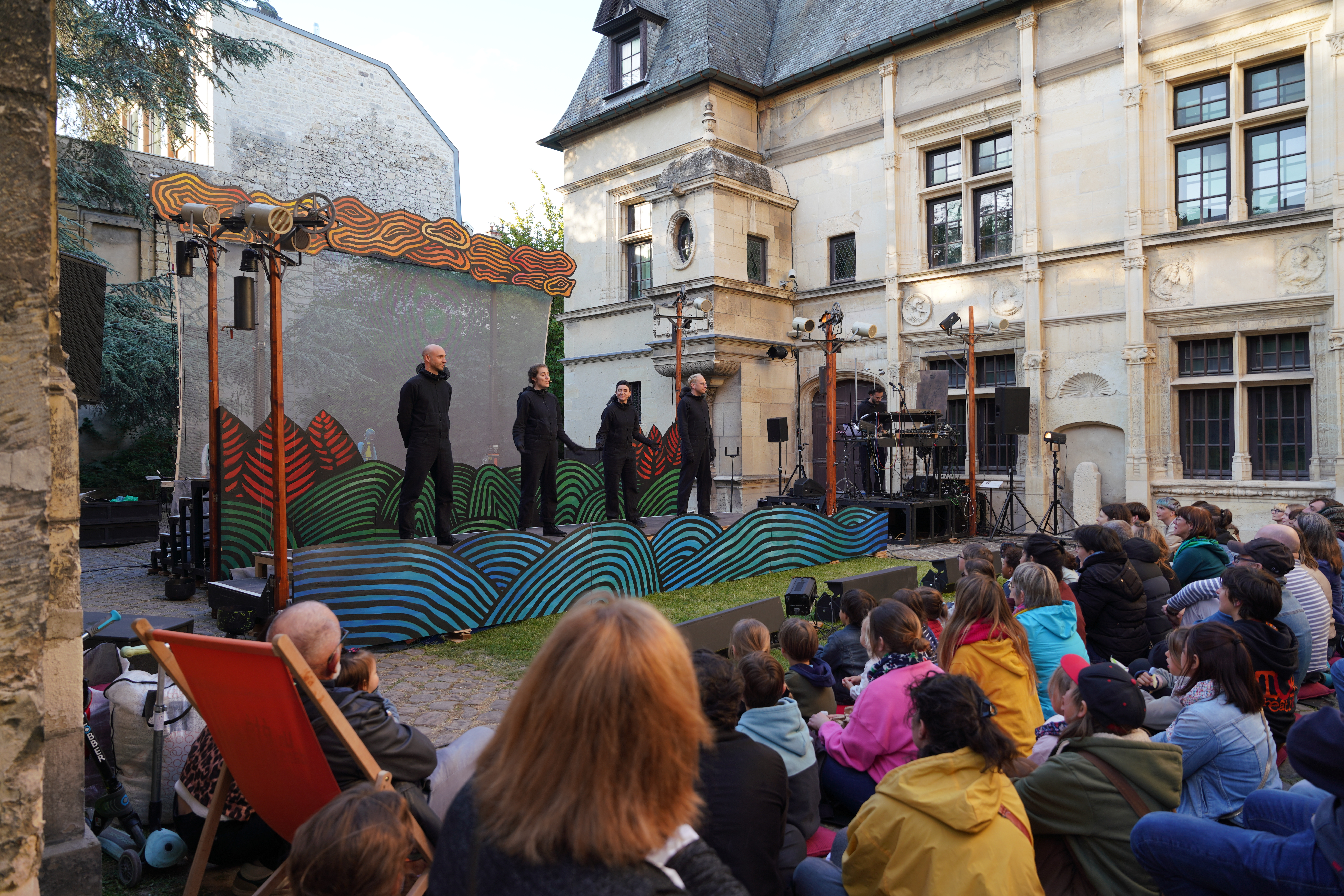
Barrage Barrage lors de Orbis Pictus.
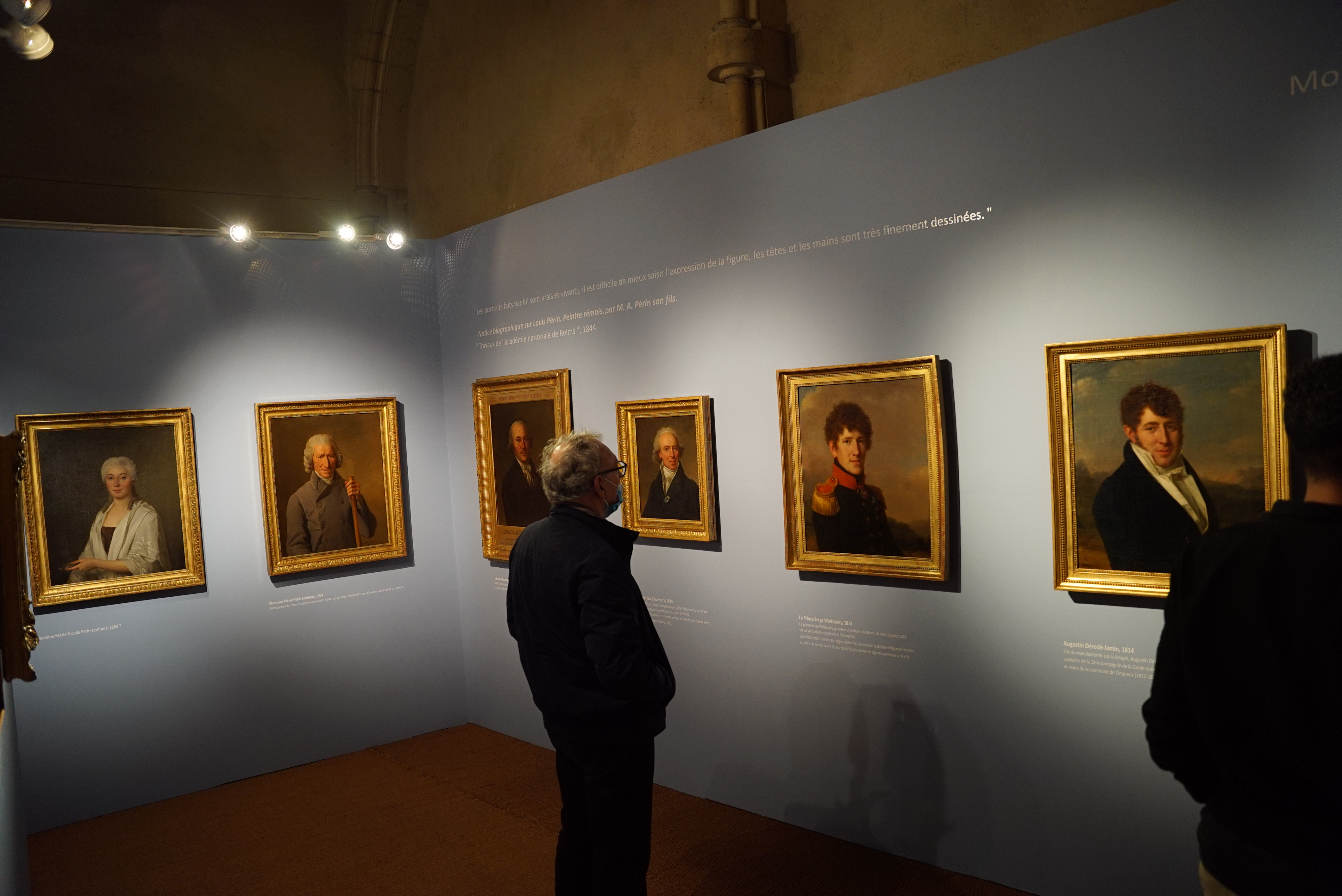
Autour de Lié Louis Périn.